# Augustinus Terwesten
Augustinus Terwesten (4. května 1649, Haag – 21. ledna 1711, Berlín) byl malíř 17. století ze severního Nizozemska specializovaný na portréty, architektonická a historická témata.

## Životopis
Augustinus Terwesten nejprve studoval malířství u Nicolaese Willingha. Po jeho odchodu ke dvoru Fridricha Viléma I. Braniborského další dva roky byl jeho učitelem Willem Doudijns, další člen sdružení Bentvueghels. V roce 1672 Terwesten podnikl svou Grand Tour (Kavalírskou cestu) přes Německo do Itálie, kde strávil dva roky.
V Římě se stal členem uměleckého sdružení Bentvueghels. Ve sdružení každý dostal nějakou přiléhavou přezdívku. Augustinus Terwesten dostal přezdívku Patrysvogel či Partridge (Koroptev), podle Ovidiovy mytologické postavy Perdixe. Přes Francii a Anglii se vrátil do Haagu, kde strávil šest let. V roce 1678 si zde založil dílnu specilizovanou na nástěnné a stropní dekorace. V letech 1682 až 1683 pomáhal založit v Haagu Akademii kreslení (Drawing Academy), kterou řídilo sdružení Confrerie Pictura.

## Profesorem v Německu
V roce 1692 se stal v Berlíně dvorním malířem u Fridricha I. Pruského, syna Fridricha Viléma I. Braniborského. Navrhl mu sponzorování stavby berlínské Akademie der Künste. Poté, co dohlížel na stavbu akademie, která trvala do roku 1697, stal se na akademii profesorem a pracoval zde až do své smrti v roce 1711. Učil zde nejen oba své bratry Eliase a Matthea, ale i jiné malíře, Franse Beeldemakera, Nikolause Bruna Belaua, Andriese Bertoena, Jacoba Bisschopa, Nicolaese Hoofta a Cornelia Michiaruse.

## Galerie

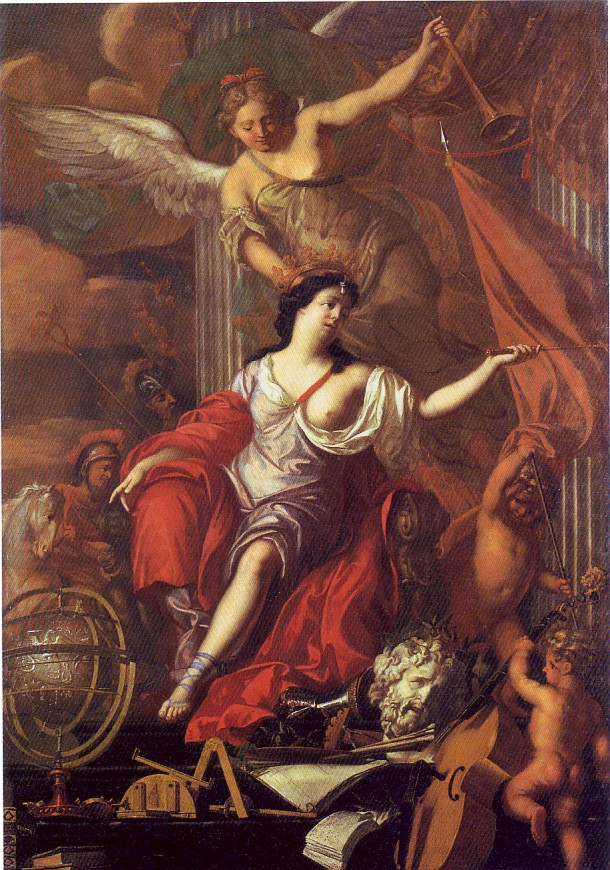
Europa, 1694
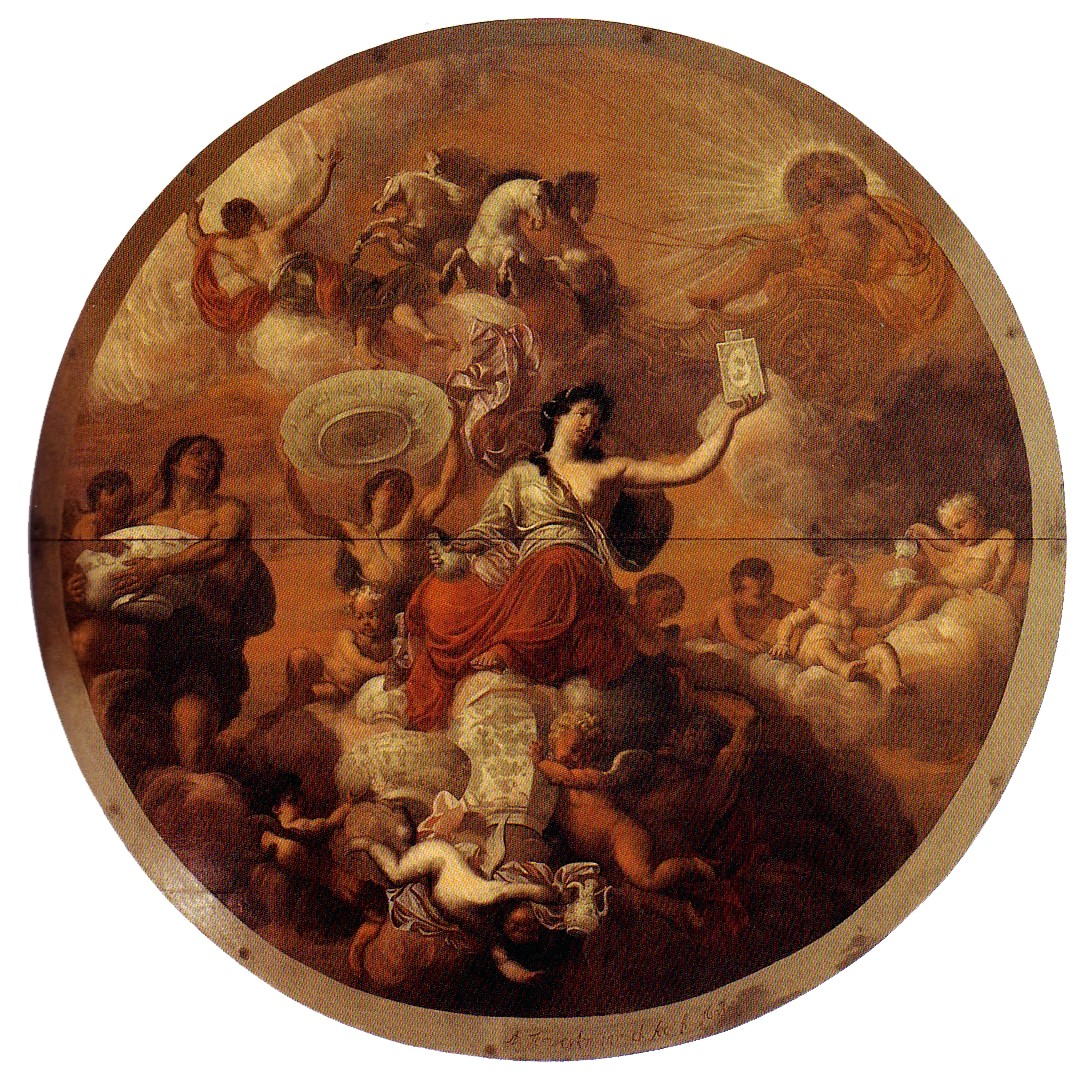
Triumf porcelánu v Evropě, 1697
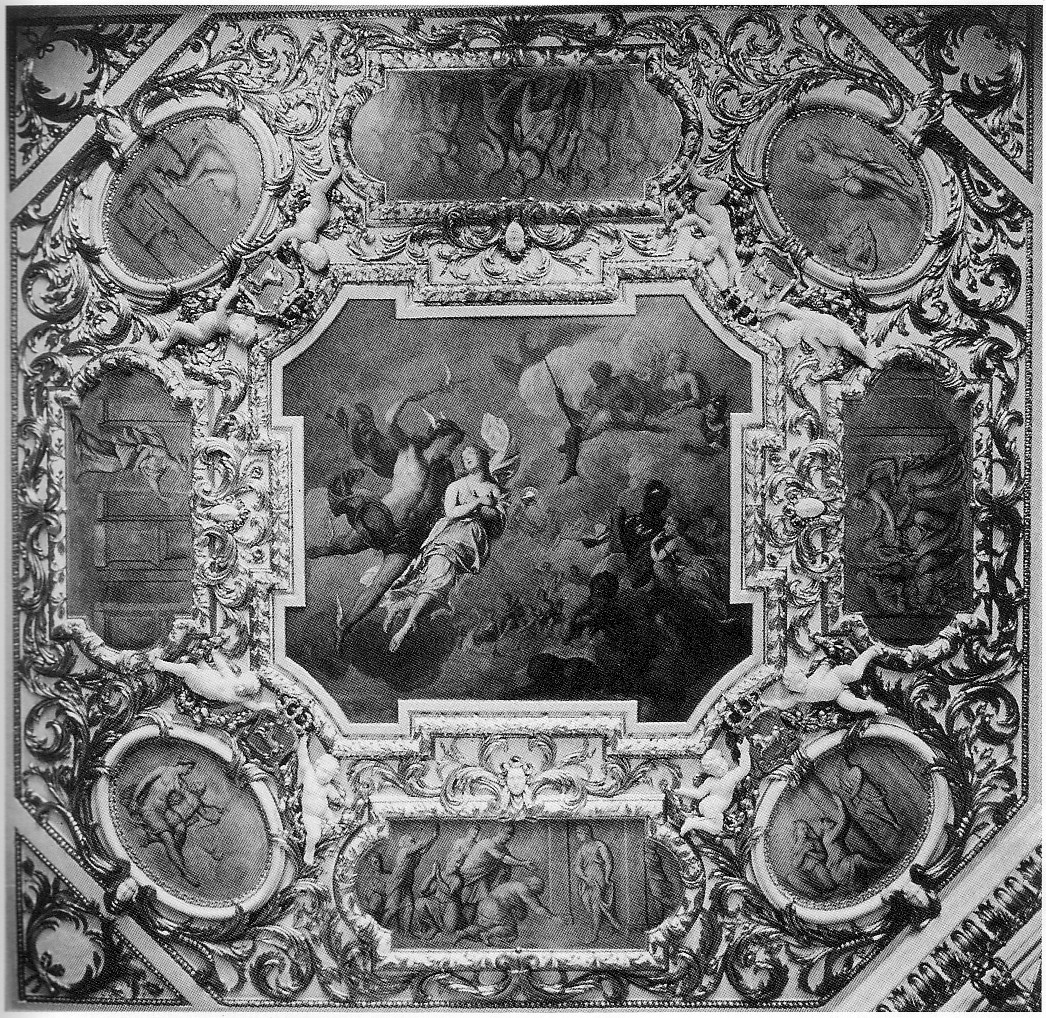
Merkur a Psyché, asi 1700, (dílo zničeno)
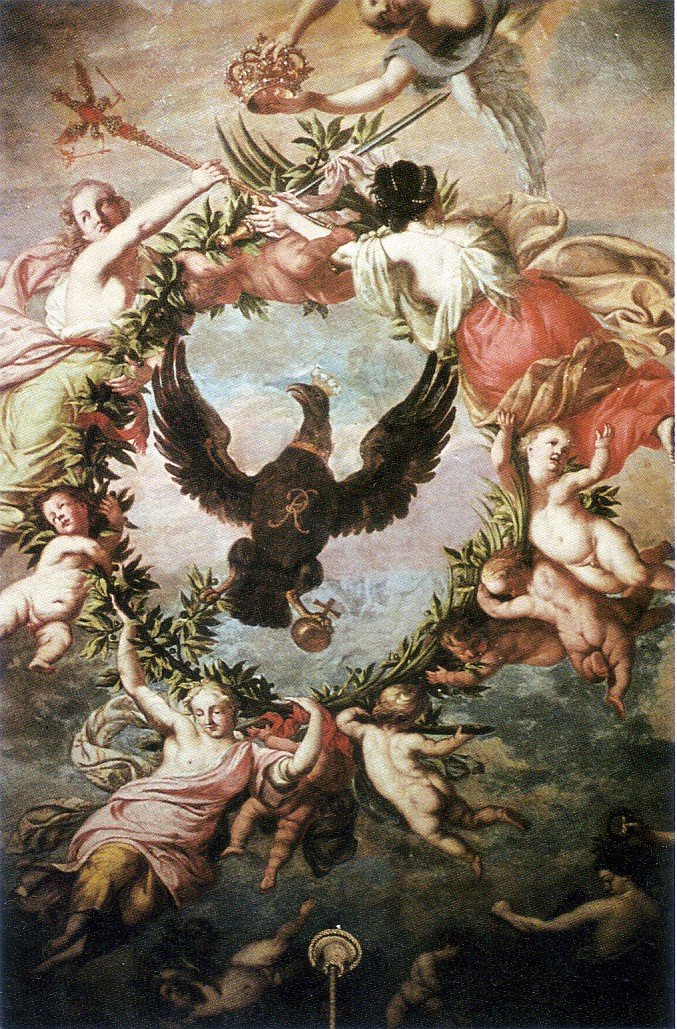
Oslava pruského erbu, 1703, (dílo zničeno)